# Quand on est ensemble
Singles de France Gall
Les Sucettes
(1966) Je me marie en blanc
(1966)
Quand on est ensemble est une chanson interprétée par France Gall. Elle est initialement parue en 1966 sur un EP, en single et sur l'album FG (communément appelé Les Sucettes),.

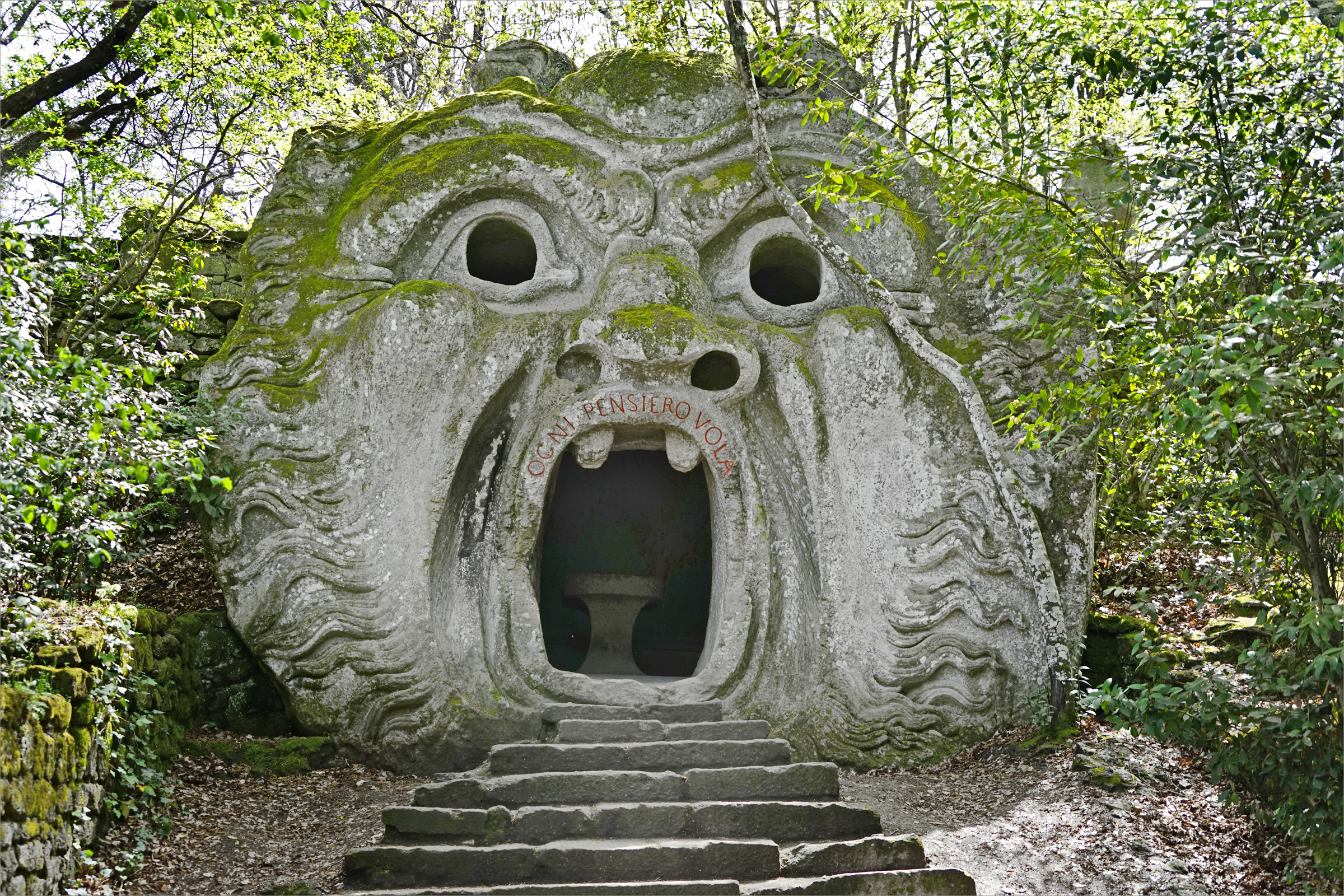
Bouche de l'Ogre d'où émerge France Gall, « La Grâce » dans le téléfilm musical Viva Morandi, pour chanter Quand on est ensemble,.

## Développement et composition
La chanson est écrite par Robert Gall/Roger Berthier et composée par Raymond Lefèvre/Franck Pourcel. Les arrangements et la direction musicale sont effectués par Alain Goraguer. La production est de Denis Bourgeois.

## Listes des pistes
EP 7" 45 tours Les Sucettes / Je me marie en blanc / Quand on est ensemble / Ça me fait rire (1966, Philips 437.229 BE, France)
A1. Les Sucettes (2:33)
A2. Quand on est ensemble (2:10)
B1. Ça me fait rire (2:27)
B2. Je me marie en blanc (2:25)
Single 7" 45 tours Les Sucettes / Quand on est ensemble (1966, Philips B 373.824 F, France)

Single 7" 45 tours Les Sucettes / Quand on est ensemble (1966, Philips 328 063 JF, Pays-Bas)
1. Les Sucettes (2:33)
2. Quand on est ensemble (2:10)[5]

## Classements
Les Sucettes / Je me marie en blanc / Quand on est ensemble,,
| Classement (1966)                       | Meilleure position |
| --------------------------------------- | ------------------ |
| Belgique (Wallonie Ultratop 50 Singles) | 14                 |

## Reprises
- En 2018, par le groupe Marie Marie Cells[Note 2],[8] sur l'album multi artistes France Gall, tu l'aimes ou tu la quittes (volume 1, CD label Bandcamp/Ligature & Barbapop)[9].